# Ignacio De La Cruz
José Ignacio de la Cruz Martínez (Las Juntas, Guanacaste, Costa Rica, 12 de marzo de 1926-Maracaibo, estado Zulia, Venezuela, 26 de enero de 2001), más conocido como Ignacio de la Cruz fue un periodista, educador, investigador y poeta costarricense.

## Trayectoria
Nació el 12 de marzo de 1926, en Las Juntas, Guanacaste, Costa Rica.
En 1948, a la edad de 22 años, llegó a Venezuela cuando se desarrolló una guerra civil en su país natal. En Venezuela, sufrió persecución política por parte de la dictadura de Marcos Pérez Jiménez (1.ª)
Durante 14 años ejerció la actividad periodística, siendo reconocido con varios premios regionales y nacionales.
Luego fue docente de la Universidad del Zulia, dedicándose al desarrollo de la docencia, investigación y extensión universitaria.
Aprender haciendo y aprender investigando fue el modelo de aprendizaje utilizado por él en la Escuela de periodismo, el cual quedó plasmado en su obra: “en Maracaibo hay un Volcán Oculto”, donde escribió sobre los problemas cotidianos de la ciudad, el espíritu de la gente, en los campos de la investigación científica, arte, literatura, cotidianidad y acciones de actores de la vida diaria.

## Grupos artísticos-literarios que integró
Fue miembro fundador del grupo Apocalipsis, creado en septiembre de 1955, con los jóvenes poetas: Hesnor Rivera, César David Rincón, Atilio Storey Richardson, Miyó Vestrini, Néstor Leal, Laurencio Sánchez Palomares y Régulo Villegas; y, los artistas visuales: Francisco Paco Hung, Rafael Ulacio Sandoval y Homero Montes, en el bar Piel Roja de Maracaibo. Llevando a efecto la renovación de las letras en la ciudad, lo que significó una ruptura con la tradición poética udonperiana.
Asimismo formó parte del grupo Cuarenta Grados a la Sombra. Un grupo artístico-literario fundado el 15 de junio de 1962, el cual se estructuró con artistas, escritores, profesores, estudiantes, profesionales, maestros y periodistas, en su sede de la calle Colón frente a la plaza Urdaneta, entre el bar La Milonga y el restaurante Primavera, con la declaración de principios Del Génesis al Diluvio o Las Tablas de la Ley, al mismo tiempo que inauguraban su librería-galería.

## Cargos académicos
- Profesor agregado de las cátedras de Taller de Expresión Periodística,  Periodismo Informativo.
- Periodismo Interpretativo, Periodismo de Opinión.
- Jefe de Departamento de técnicas Gráficas.
- Jefe de departamento de Periodismo.
- Director de la Escuela de Comunicación Social de la Universidad del Zulia, desde 1972 hasta 1974 y desde 1975 hasta 1978.

## Experiencia profesional
- 1950-1951: corresponsal en Lagunillas de la Revista “Tópicos Shell” [5]
- 1951-1952: redactor de mesa y corrector de estilo del “Diario de Occidente”.[2]
- 1954-1958: reportero de mesa, jefe de provincia, jefe de cables y adjunto a la jefatura de información del “Diario Panorama”.
- 1960-1964: corresponsal de Maracaibo del “Diario El Nacional”.[6]
- 1964-1967: secretario de redacción del “Diario Panorama”.
- 1969: asesor de información y relaciones públicas de la presidencia de Corpozulia.

## Cargos gremiales
Directivo de la Asociación Venezolana de Periodistas (AVP), Seccional Zulia, en cuatro períodos: 1958-1959, 1960-1961, 1964-1965, 1965-1966.
Profesor en los cursos de actualización de la Escuela de Periodismo de la Universidad del Zulia durante su gestión como director. Se recuerda su participación en la Comisión Renovadora de la Facultad de Humanidades. Panorama 1969.

## Obras
- 1971 La Ciencia en Lengua Diaria. CONICIT, Caracas.[8][9]
- 1972 Origen y Desarrollo del Periodismo Interpretativo. Revista “El Periodista”, N° 40, caracas.[10]
- 1975 Problemas del Lenguaje en el Periodismo Científico. Anuario de Filología Universidad del Zulia, Maracaibo.
- 1975 Las Piedras de los Duendes (Poemas). Maracaibo, Venezuela.[11]
- 1972 Periodismo Interpretativo: la disfuncionalidad de la Información. Revista “El Periodista”, N°41, Caracas.[12][13]
- 1975 Las Piedras de los Duendes (Poemas). Maracaibo, Venezuela.[14]
- 1977 Del Café de Paris al teatro Baralt. En “80 Años del Cine Venezolano” Universidad del Zulia, Maracaibo, Venezuela.
- 2016 Bolívar: su Concepción del Periodismo: Parte I La ciencia en la lengua diaria. Parte II Bolívar: Su concepción del periodismo. Parte III Interpretación: un nuevo concepto de la objetividad. Minci. Caracas.[15]
- 1984 Bolívar: su Concepción del Periodismo. Universidad del Zulia, Maracaibo, Venezuela.[16]
- 1986 La Interpretación: Un Nuevo Concepto de la Objetividad. Universidad del Zulia.

## Investigaciones
Estableció los orígenes del cine en Venezuela en el año 1897 con dos películas de Manuel Trujillo Durán, filmadas en Maracaibo y presentadas el 28 de enero de ese año en el Teatro Baralt.
Localizó el Primer Diario del Zulia “El Diario de Maracaibo”, 1859.

## Premios y distinciones
- 1955 recibió el Premio Municipal “Eduardo López Rivas” como columnista.
- 1960 Premio Municipal “Eduardo López Rivas” como reportero.
- 1972 Premio Estadal de Periodismo en Docencia e Investigación de la Gobernación del Estado Zulia.
- 1973 fue galardonado con el Premio Nacional de Periodismo de Venezuela, en la categoría Docencia e Investigación.

En Venezuela existen dos premios con su nombre
- Premio Nacional de Periodismo “Ignacio De La Cruz”. Universidad del Zulia.
- Premio Regional de Periodismo “Ignacio De La Cruz” Gobernación del estado Zulia.[19]

## Reconocimientos
- Homenaje Colegio Nacional de Periodistas. Panorama (1986).[20]
- Homenaje Instituto Zuliano de la Cultura. El Nacional (1989).
- Orden Francisco de Miranda en su Segunda Clase. El Nacional (1981).
- Homenaje en el Festival del Cortometraje Nacional "Manuel Trujillo Durán" (1985).
- Homenaje Encuentro Nacional de Estudiantes de Comunicación Social (1988).